# Бромдифторметан
Бромдифторметан (другие названия HBFC-22B1) — органическое вещество, представляет собой газообразный тригалогенметан или гидробромфторуглерод.

## Физические свойства
Молярная масса: 130.919 г/моль
Молекулярная формула: CHBrF2
Плотность 1.55 г/см³ при температуре 16°C
Растворимость:
| растворим       | 20°C | 760 мм.рт.ст. | вода           |
| легко растворим | 20°C | 760 мм.рт.ст. | этиловый спирт |

Температура плавления:
| -145°C | 760 мм.рт.ст. |
| -145°C | 760 мм.рт.ст. |

Температура кипения:
| -14.6°C | 760 мм.рт.ст. |
| -14.5°C | 760 мм.рт.ст. |

## Синтез
Получают реакцией водорода и дибромдифторметана при температуре 400–600°C.
Данные критической точки : T c = 138,83°C (411,98  K); pc = 5,2 МПа (51,32 бар); Vc = 0,275 дм3· моль.

## Применение
В основном бромдифторметан использовался в качестве хладагента, а также и в огнетушителях. Это озоноразрушающее вещество класса I с озоноразрушающей способностью ODP = 0,74. Был запрещен Монреальским протоколом в 1996 году.